# Cathédrale de Myeongdong de Séoul
Pour les articles homonymes, voir Cathédrale de l'Immaculée-Conception.
La cathédrale de Myeongdong (en hangeul : 명동성당), appelée également cathédrale Notre-Dame-de-l'Immaculée-Conception, est une importante église catholique de Séoul, en Corée du Sud. Elle a été fondée par des missionnaires catholiques français des Missions étrangères de Paris, et elle est le siège de l'archidiocèse de Séoul. Elle est consacrée à l'Immaculée Conception. Elle est le point de départ de la première route de pèlerinage des Sentiers du pèlerinage catholique, un sanctuaire international de l'Église catholique.

## Histoire
La cathédrale de Myeongdong, située dans le quartier de Myeong-dong au cœur du centre-ville de Séoul, est la cathédrale de l'archidiocèse de Séoul et elle est également le symbole de la présence de l'Église catholique en Corée. En 1784, la première communauté catholique coréenne se rassemble sur le lieu qui s'appelait alors Myeong-Nae-Bang.
La construction de l'actuelle cathédrale de Myeongdong dure de 1892 à 1898. La première pierre est posée par le père Eugène Jean Coste, m.e.p. (1842-1897), un prêtre français né à Montarnaud (Hérault) et surnommé le bon Père Coste. La cathédrale est consacrée le 29 mai 1898 par le vicaire apostolique de Corée Mgr Gustave-Charles-Marie Mutel M.E.P, le père de l'Église catholique en Corée, et elle est dédiée à Notre-Dame de l'Immaculée Conception.
En 1900, les reliques des martyrs coréens qui sont morts lors des persécutions de 1839 et de 1866 sont transférées du séminaire de Yong-San vers la crypte de la cathédrale de Myeongdong.
En 1944, deux sœurs de Saint-Paul de Chartres agissent activement dans la paroisse et contribuent à son activité pastorale. Le jour de la Libération du pays, en 1945, le nom de la cathédrale est modifié, de Chong-Hyen à Myeongdong.
Dans les années 1970 et 1980, la cathédrale de Myeongdong sert de point de ralliement au mouvement pour la démocratisation du pays et pour la défense des droits de l'homme. Elle joue toujours aujourd'hui un grand rôle dans la prière et dans l'activité missionnaire.
Au cours de son voyage en Corée du Sud, du 13 au 18 août 2014, le pape François célèbre, le 18 août 2014, en la cathédrale de Myeong Dong, une « messe pour la paix et la réconciliation » en appelant à la réconciliation des deux Corées.

## Architecture
La cathédrale de Myeongdong est la première église en briques de style gothique français en Corée. Classée Trésor national historique n°258, elle a une valeur historique de premier plan en raison de son architecture.
Le plan est en croix latine avec deux bas-côtés et un toit haut de 23 mètres. Le clocher culmine à 45 mètres.